# Milagro (The X-Files)
«Milagro» es el decimoctavo episodio de la sexta temporada de la serie de televisión estadounidense de ciencia ficción The X-Files. Se emitió originalmente en la cadena Fox el 18 de abril de 1999. La adaptación para televisión del episodio fue escrita por Chris Carter a partir de una historia de John Shiban y Frank Spotnitz, y dirigida por Kim Manners. El episodio es una historia del «monstruo de la semana», desconectada de la amplia mitología de la serie. «Milagro» obtuvo una calificación Nielsen de 9, siendo visto por 15,2 millones de personas en su emisión inicial. El episodio recibió críticas mixtas a positivas de los críticos de televisión.
El programa se centra en los agentes especiales del FBI Fox Mulder (David Duchovny) y Dana Scully (Gillian Anderson) que trabajan en casos relacionados con lo paranormal, llamados expedientes X. Mulder cree en lo paranormal, mientras que la escéptica Scully ha sido asignada para desacreditar su trabajo. En este episodio, Mulder y Scully investigan una serie de asesinatos en los que se extrae el corazón de las víctimas. Un escritor que vive al lado de Mulder está escribiendo una novela sobre los asesinatos antes de que sucedan y pronto, Scully se encuentra confundida y atraída por el escritor, quien tiene un interés romántico en ella.
«Milagro» se inspiró en la idea de que alguien piensa tanto en algo que se convierte en realidad, un tema que Shiban señaló más tarde que era «familiar» para cualquiera que hubiera escrito un guion. El papel de Phillip Padgett había sido escrito específicamente para el actor John Hawkes. Además, la producción de «Milagro» fue decididamente de bajo presupuesto debido a su carácter «íntimo y lleno de personalidad». El título del episodio es la traducción de la palabra en inglés miracle. El episodio ha sido analizado por su uso del simbolismo, su exploración del motivo y la inversión de roles de Mulder y Scully.

## Argumento
Phillip Padgett (John Hawkes), un autor novato, se sienta en un escritorio y sufre un bloqueo de escritor. Al final se retira al baño para desechar un cigarrillo gastado. Sin previo aviso ni preocupación, el hombre de repente se mete la mano en el pecho y extrae un corazón ensangrentado. Más tarde, baja las escaleras de metal hacia un sótano abarrotado y abre la puerta de un incinerador. Al darse cuenta de un corazón que late en medio de las llamas, y sin inmutarse por la visión, lanza con indiferencia una bolsa de papel.
Dana Scully (Gillian Anderson) más tarde se encuentra con el extraño cuando entra en un ascensor. Ambos viajan en silencio hasta el cuarto piso, con Scully algo inquieta por la experiencia. En el apartamento de Fox Mulder (David Duchovny), Mulder y Scully comienzan a discutir un caso en el que están trabajando, en el que se extrajo el corazón de la víctima sin evidencia física significativa. Mulder cree que el corazón fue removido con una técnica conocida como cirugía psíquica. Mientras tanto, Padgett, que es vecino de Mulder, se para en una silla con la oreja pegada a un conducto de ventilación, escuchando la conversación.
Más tarde esa noche, dos adolescentes se pelean en el bosque. La chica, llamada Maggie (Jillian Bach), corre hacia el bosque para estar sola y Kevin (Angelo Vacco), su novio, la persigue. Sin embargo, es atacado y le quitan el corazón. Mientras tanto, el escritor transcribe intensamente el suceso en su máquina de escribir. Al día siguiente, Mulder y Scully discuten este último incidente por teléfono. Scully descubre un sobre sin marcar en la oficina que contiene un milagro, un tipo de colgante. Mientras examina el colgante, una voz en off del escritor describe los sentimientos más íntimos de Scully mientras examina el regalo no solicitado.
Scully luego se encuentra con el autor en una iglesia. Admite que le envió el colgante a Scully y habla con ella sobre el Sagrado Corazón de Jesús. Ella se va, visiblemente conmocionada. Scully se encuentra con Mulder y le cuenta a Mulder su encuentro más reciente con el escritor. Más tarde, Padgett invita a Scully a su apartamento con más revelaciones de personajes. Mulder irrumpe y lo arresta basándose en descripciones precisas de los asesinatos del caso en su novela, que leyó en secreto después de descubrirla en el correo. Mientras Padgett está bajo custodia, Maggie es asesinada de la misma manera que Kevin. Esto establece una coartada de facto para el autor. Al carecer de evidencia concreta y conectiva de los asesinatos, y con la esperanza de que Padgett pueda llevarlos a su socio en el crimen, Mulder libera a Padgett de la custodia.
De vuelta en su apartamento, Padgett conversa con el asesino de su libro, un cirujano brasileño fallecido llamado Ken Naciamento (Nestor Serrano). Se revela que a través de algún tipo de conexión psíquica, Naciamento de Padgett ha vuelto a la vida y ha estado quitando los corazones de las víctimas. Los dos discuten las motivaciones de los asesinatos. Al darse cuenta de que su novela pronostica el asesinato de Scully, Padgett se dirige al incinerador para destruir su novela. Mulder lo intercepta, pensando que Padgett simplemente está destruyendo evidencia incriminatoria. Mientras tanto, Naciamento aborda a Scully. Después de escuchar disparos, Mulder corre hacia su apartamento y encuentra a Scully en el suelo, cubierta de sangre pero viva. El episodio se cierra con una voz en off del autor, explicando sus acciones finales. El extraño yace herido en el piso del sótano frente al incinerador, con el corazón latiendo en la mano, habiendo «...dado lo que no pudo recibir».

## Producción

### Escritura y reparto

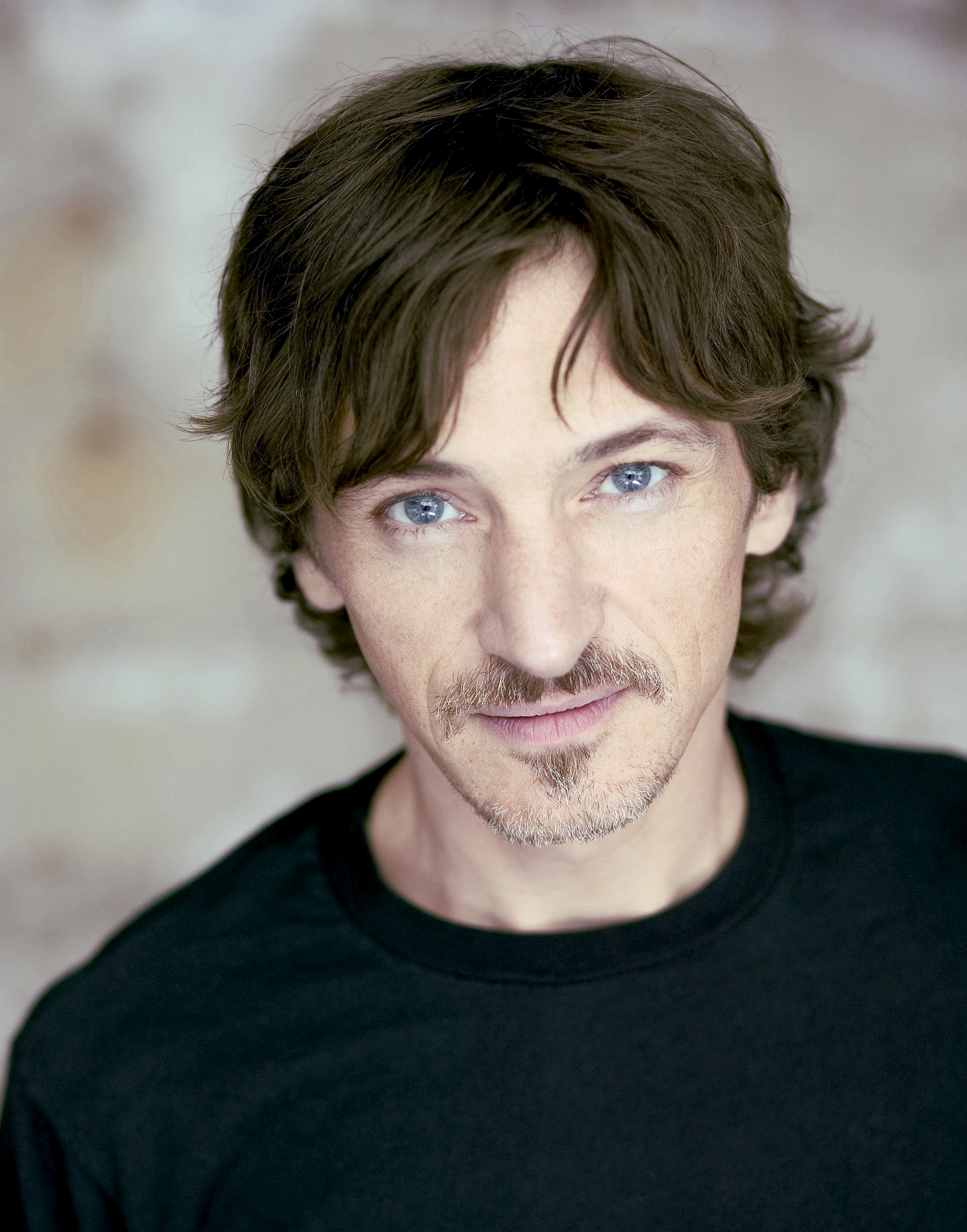
El papel del autor Phillip Padgett fue escrito para John Hawkes, quien fue elegido por su «dignidad y sencillez».

La idea detrás del episodio surgió cuando John Shiban y Frank Spotnitz discutían lo estresante que podía ser el ser un escritor de X-Files. El tema del episodio de alguien pensando tanto en algo que se vuelve real era «familiar» para cualquiera que hubiera escrito un guion, explicó Shiban más tarde. Shiban y Spotnitz crearon un borrador para el episodio y luego se lo enviaron al creador de la serie Chris Carter, quien estaba ocupado filmando el piloto de la nueva serie de televisión Harsh Realm. Carter reescribió partes del guion, incluido el final, para mostrar que el escritor, aunque confundido, sí «tiene amor en su corazón».
Spotnitz luego llamó al episodio «personal». Señaló que las tarjetas que cuelgan en la pared de Padgett se colocaron para emular el estilo de escritura original de The X-Files, y dijo: «Las tarjetas que están en la pared del escritor tienen el mismo formato en que escribimos The X-Files. Usaríamos esas mismas tarjetas al descifrar historias para la serie». Spotnitz escribió las notas él mismo «porque el tipo de utilería no pudo hacerlo tan bien como nosotros porque así es como lo hicimos. Es una historia de amor muy emotiva y realmente se trata de nuestro amor por estos personajes como escritores». Los escritores finalmente se decidieron por el título de «Milagro», que es la traducción de la palabra inglesa miracle.
Varias semanas antes de que comenzara la producción de «Milagro», John Hawkes había hecho una audición para el papel de Pinker Rawls en el episodio «Trevor». Tanto Chris Carter como Frank Spotnitz sintieron que Hawkes no era el adecuado para el papel; sin embargo, creían que poseía una «dignidad y sencillez», por lo que escribieron el papel de Philip Padgett específicamente para él, ya que creían que su actuación evitaría que el personaje principal de «Milagro» se convirtiera en un villano unidimensional.

### Rodaje y efectos
La producción de «Milagro» fue decididamente de bajo presupuesto debido a su naturaleza «íntima y basada en la personalidad». El director Kim Manners buscó filmar la mayor parte del episodio «de manera muy simple», porque quería que «los personajes lo llevaran». Manners quería enmarcar la escena de apertura de una manera que contara «la historia [...] en una serie de imágenes», por lo que utilizó cortes rápidos entre tomas. Muchas de las escenas, como la panorámica inicial, se crearon mediante un plano de grúa.
La secuencia en la que Mulder corre fue filmada en una motocicleta; El personal de producción decidió usar motocicletas porque Duchovny había podido correr más rápido que dos caballos en el episodio de la cuarta temporada «Tunguska». Varios lugares que fueron explorados para el episodio resultaron difíciles de usar. Dos iglesias que habían sido seleccionadas para el episodio rescindieron el permiso de filmación justo antes de que comenzara la producción, lo que requirió que los buscadores de locaciones encontraran reemplazos lo más rápido posible. Las escenas en el bosque se filmaron en el Parque Griffith en Los Ángeles debido a sus muchos pinos. Debido al hecho de que el parque real está escasamente poblado por maleza, todo el follaje fue creado por el equipo de la serie. Manners filmó varias de las escenas del bosque con una lente de 200 milímetros para oscurecer las luces de Los Ángeles en la distancia. El horno de Padgett fue filmado en un set llamado «habitación roja/azul». Originalmente se había creado para el primer episodio de la sexta temporada «The Beginning. El set de la cárcel fue construido en un gran almacén por una productora diferente. The X-Files alquiló el espacio por varios días para filmar, por cinco mil dólares. Encontrar un cementerio con «lápidas verticales anticuadas» resultó ser un desafío para el gerente de locaciones Ilt Jones. Finalmente se encontró uno en Altadena, California. La niebla en el cementerio se creó enterrando pequeños «vaporizadores» que producían vapor de agua. Debido a que el vapor era frío, se pegaba al suelo, emulando las propiedades de la niebla real.
La secuencia en la que Padgett se arranca el corazón se creó con un corazón de goma. La sangre que se filtra del pecho de Padgett se agregó para «ocultar el hecho de que [el equipo] estaba haciendo un pequeño juego de manos». La imagen del corazón palpitante en el horno se creó superponiendo una toma de un corazón palpitante falso y una toma de fuego real. Luego, el animador John Wash los fusionó en la posproducción, porque el fuego habría derretido el modelo real del corazón. Los corazones de las víctimas de Naciamento se crearon a través de una bomba que funcionaba fuera de pantalla. El accesorio del milagro real se elaboró varias veces porque, según Manners, la cara era particularmente difícil de corregir. De hecho, la segunda vez que aparece el medallón en el episodio, es un accesorio diferente.

### Música y referencias culturales
Para su partitura, Mark Snow incorporó latidos de corazones humanos para complementar los temas del episodio. Durante la escena del cementerio, una de las lápidas está marcada como «Salinger», con los nombres «Nicholas» y «Diana» visibles debajo, una referencia a los padres de Charlie, Bailey, Julia, Claudia y Owen en la serie de televisión de Fox Party of Five. La fecha en la lápida dice 1994, la fecha en que se estrenó la serie. P.K. Simonds, escritor y productor ejecutivo de ese programa, inicialmente no sabía que la lápida había aparecido. Otros, incluido Spotnitz, habían creído que la lápida era una referencia en broma al famoso autor J.D. Salinger.

## Temas

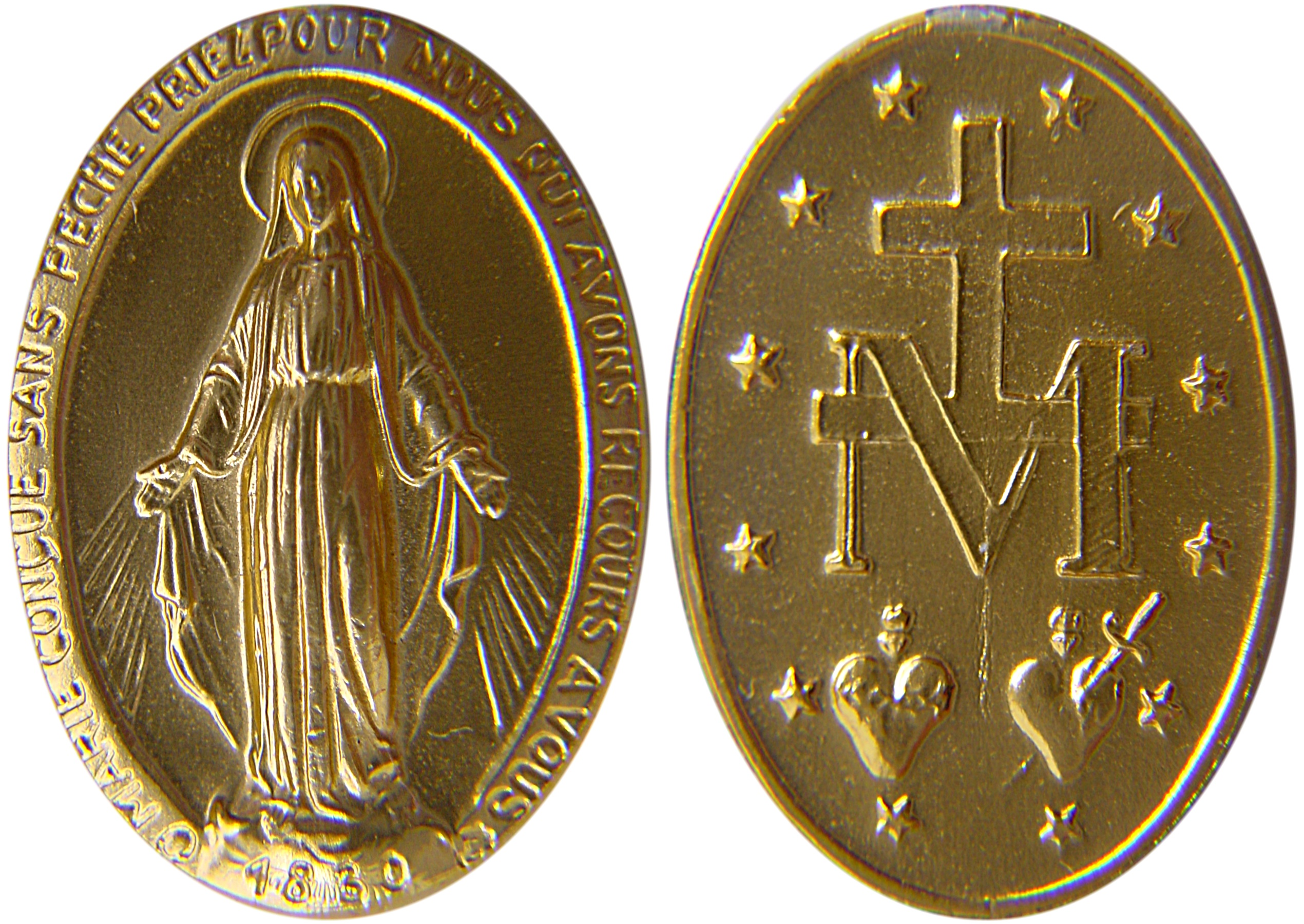
Un medallón con el Sagrado Corazón; el símbolo cumple un papel importante en el episodio.

Margaret Kaner, en el libro The X-Files and Literature, señala que, en lugar de simplemente utilizar el simbolismo, «Milagro» hace «el simbolismo como tema». Kaner señala que el símbolo cristiano del corazón humano en llamas se infunde en el episodio en una variedad de formas diferentes: los corazones se extraen de las víctimas humanas y se queman en hornos. La trama del episodio y el símbolo cristiano están conectados cuando Padgett le deja a Scully el amuleto del milagro.
También se explora el concepto de motivo. Al confrontar a Padgett, Mulder le pregunta por qué está asesinando a sus víctimas. Padgett, a su vez, admite que no puede responder a la pregunta. Kaner sugiere que Padgett representa una versión de Mulder, y que existe un paralelo directo entre ser un criminólogo —que debe pensar como el delincuente— y un escritor —que debe pensar como sus personajes. Al final, sin embargo, Padgett sacrifica su búsqueda personal, su manuscrito, para ser libre. Esto presenta un claro contraste con Mulder, quien realmente nunca abandonará su obsesión. Michelle Bush, en su libro Myth-X, escribe que el episodio arroja luz sobre el motivo de Scully a lo largo de la serie: quiere llamar la atención de Mulder, algo que siente que no tiene. Padgett finalmente se da cuenta de esto y se sacrifica por su amor.
El episodio también presenta un cambio de roles temporal para Mulder y Scully. Cuando habla de la falta de evidencia en las escenas del crimen, Scully dice que «un crimen es tan perfecto como el hombre […] Incluso si no cometió un solo error, todavía hay un motivo. Si encuentras su motivo, encuentras el asesino». Kaner argumenta que esta lógica está más en línea con lo que Mulder ha suscrito a lo largo de la serie. Además, después de que Mulder descubre el manuscrito de Padgett, lo arresta «sin pensarlo dos veces». Al basarse en la lógica empírica, Mulder está actuando de la forma en que Scully normalmente piensa.

## Recepción

### Audiencia
«Milagro» se emitió por primera vez en los Estados Unidos el 18 de abril de 1999. Este episodio obtuvo una calificación de Nielsen de 9, con una participación de 14, lo que significa que aproximadamente el 9 por ciento de todos los hogares equipados con televisión y el 14 por ciento de los hogares que ven televisión sintonizaron el episodio. Fue visto por 15,2 millones de espectadores. Fox promocionó el episodio con el lema «Alguien está tratando de robar el corazón de Scully... literalmente».

### Reseñas
«Milagro» recibió críticas mixtas a positivas de los críticos. Tom Kessenich, en su libro Examinations: An Unauthorized Look at Seasons 6–9 of the X-Files le dio al episodio una crítica positiva y escribió: «El poder de las revelaciones [de “Milagro”] fue asombroso. Al igual que el episodio». Robert Shearman y Lars Pearson, en su libro Wanting to Believe: A Critical Guide to The X-Files, Millennium & The Lone Gunmen, calificaron el episodio con cinco estrellas de cinco, llamándolo «un estudio de sobreescritura con todos los errores dejados fuera» y «uno de los episodios más notables» de la serie. Shearman y Pearson también sintieron que la actuación de Anderson fue «reveladora», y también elogiaron a la estrella invitada Hawkes como «siniestra y comprensiva». La crítica de Munchkyn Zone, Sarah Stegall, calificó el episodio con 6 estrellas de 5, escribiendo «mis felicitaciones a Carter, Shiban y Spotnitz por un atrevido experimento para la televisión comercial». El personaje de Ken Naciamento ha sido catalogado como uno de los mejores papeles invitados de la serie, con TV Guide y UGO Networks incluyéndolo entre los mejores monstruos de la semana en The X-Files.
Zack Handlen le dio al episodio una «B−» y escribió que «funciona mucho mejor de lo que merece», debido en gran parte a la actuación de Hawkes y la «rareza de mierda de murciélago» de la trama. Fue particularmente crítico con el tono «engreído» y «pomposo» del episodio. Handlen concluyó que el episodio fue «como ver cómo cobra vida la ficción de un fanático de alguien». Sin embargo, escribió que «hay algo extrañamente fascinante en» la premisa; en particular, estaba complacido con la conclusión, llamándolo el momento en que «las cosas mejoran». Paula Vitaris de Cinefantastique le dio al episodio una crítica negativa y le otorgó una estrella y media de cuatro. a pesar de notar el potencial en el tema del episodio de la relación entre el escritor y sus personajes, sintió que «Milagro» traicionó la personalidad de Scully y la presentó haciendo cosas que estaban fuera de lugar.
Kim Manners estaba complacido con el episodio; señaló que «sentía que era un estudio de personajes muy interesante». Más tarde lo llamó «uno de mis episodios favoritos». Frank Spotnitz consideró que «Milagro» había sido un episodio «infravalorado». Por esta razón, más tarde se incluyó en la compilación de DVD X-Files Essentials, junto con otros siete episodios. Se prestó especial atención a la interpretación de Scully en el episodio. Stegall señaló que «si “Milagro” tiene un mensaje sobre la percepción, se muestra en Scully, a quien se ve a través de los ojos de todos (Mulder, Padgett, incluso Naciamento) excepto el suyo propio. En última instancia, no podemos saber cuáles de estos retratos de su personaje son “correctos”. Tal vez ninguno de ellos lo sea. Es una actuación de bravura de Gillian Anderson, bien acompañada por el discreto Mulder de Duchovny, actuando según sus instintos». Handlen argumentó que el episodio reduce a Scully "«a una víctima que espera saber qué hombre guapo la rescatará». Elyce Rae Helford, en su libro Fantasy Girls: Gender in the New Universe of Science Fiction and Fantasy Television, acusó al programa de «reforzar el estereotipo [...] de mujeres independientes como solitarias, neuróticas y nostálgicas por la atención sexual de los hombres». La propia Anderson sintió que el personaje necesitaba «relajarse». Una vez se le acercó un fan que aplaudió a Scully como el «epítome de la feminidad» porque es un personaje que «no solo puede patear traseros sino que […] trabaja con Mulder sin saltar sobre él». Anderson, a su vez, respondió en tono de broma: «¿Entonces el epítome de la feminidad es la restricción sexual? [...] No lo creo». El episodio fue particularmente analizado por los fanáticos del programa, y el hecho de que Scully casi fuera seducida provocó una «discusión animada en Internet».